# Нарожный, Максим Валерьевич
Макси́м Вале́рьевич Наро́жный (1 апреля 1975, Воронеж — 4 июля 2011, Воронеж) — российский спортсмен, серебряный призёр Паралимпийских игр 2008 года в Пекине по лёгкой атлетике.

## Биография
Максим Нарожный родился 1 апреля 1975 года в Воронеже. С детства активно занимался лёгкой атлетикой (спринт, прыжки в длину). В 16 лет стал членом сборной команды Воронежской области по лёгкой атлетике. К 17 годам выполнил норматив кандидата в Мастера спорта. На втором курсе Воронежского пединститута попал в автокатастрофу, потерял левую ногу.
В 2005 году вернулся в спорт, попав в группу паралимпийской лёгкой атлетики тренера Олега Костюченко. Специализацией Нарожного стало толкание ядра. В том же году на чемпионате России Нарожный завоевал серебро, а в 2006 году стал чемпионом страны. С 2006 года входил в паралимпийскую сборную команду России по лёгкой атлетике. В 2007-м на чемпионате России установил мировой паралимпийский рекорд в толкании ядра — 14 м. На Паралимпиаде в Пекине стал серебряным призёром. Чемпион мира 2011 года.
Максим Нарожный был членом совета по делам инвалидов, председателем Совета Воронежского регионального общественного спортивного клуба «Максимум».

### Смерть
4 июля 2011 года около 22:30 по местному времени Максим Нарожный погиб, выбросившись из окна своей квартиры в Воронеже (улица Ленинградская, дом 55а). В этот день он вместе со своей женой Светланой был в гостях у своей матери в Новой Усмани. Дома они сидели и смотрели телевизор. Нарожный неожиданно поднялся с дивана со словами «я так больше не могу», снял крестик и пошёл на балкон. Жена побежала за ним, пыталась удержать, но Нарожный оттолкнул её и шагнул из окна.
Нарожный оставил мать, жену и 10-летнюю дочь.

## Награды
- Медаль ордена «За заслуги перед Отечеством» II степени (30 сентября 2009) — за большой вклад в развитие физической культуры и спорта, высокие спортивные достижения на XIII Паралимпийских летних играх 2008 года в городе Пекине (Китай)[5].